# 키 마르첼로
키 마르첼로(스웨덴어: Kee Marcello, 1960년 2월 20일 ~ )는 하드 록 밴드인 유럽과 이지 액션의 전 기타리스트로 가장 잘 알려진 스웨덴의 기타리스트/보컬리스트이다. 그는 현재 그의 솔로 커리어를 추구하고 있다.